# Costanti zeta
In matematica la funzione zeta di Riemann è una funzione che riveste grandissima importanza per la teoria dei numeri, a causa della sua relazione con la distribuzione dei numeri primi. Essa inoltre trova applicazioni in altre discipline, ad esempio nella fisica. Questo articolo fornisce un certo numero di rappresentazioni mediante serie dei valori della funzione zeta per argomenti interi.
La maggior parte di queste identità sono state fornite da Simon Plouffe. Esse sono molto utili, in quanto danno una rapida convergenza, fornendo la garanzia di quasi tre nuove cifre decimali ad ogni nuova iterazione; esse quindi rendono agevoli calcoli di alta precisione.

## ζ(3)
ζ(3) è noto come costante di Apéry.

## ζ(5)
Simon Plouffe fornisce le identità
{\displaystyle \zeta (5)={\frac {1}{294}}\pi ^{5}-{\frac {72}{35}}\sum _{n=1}^{\infty }{\frac {1}{n^{5}(e^{2\pi n}-1)}}-{\frac {2}{35}}\sum _{n=1}^{\infty }{\frac {1}{n^{5}(e^{2\pi n}+1)}}}
e 
{\displaystyle \zeta (5)=12\sum _{n=1}^{\infty }{\frac {1}{n^{5}\sinh(\pi n)}}-{\frac {39}{20}}\sum _{n=1}^{\infty }{\frac {1}{n^{5}(e^{2\pi n}-1)}}-{\frac {1}{20}}\sum _{n=1}^{\infty }{\frac {1}{n^{5}(e^{2\pi n}+1)}}}

## ζ(7)
{\displaystyle \zeta (7)={\frac {19}{56700}}\pi ^{7}-2\sum _{n=1}^{\infty }{\frac {1}{n^{7}(e^{2\pi n}-1)}}}
Si noti che la rappresentazione ha la forma di una serie di Lambert.

## ζ(2n+1)
Se si definiscono le quantità
{\displaystyle S_{\pm }(s)=\sum _{n=1}^{\infty }{\frac {1}{n^{s}(e^{2\pi n}\pm 1)}}} ,
si ottiene una serie di relazioni della forma 
{\displaystyle 0=A_{n}\zeta (n)-B_{n}\pi ^{n}+C_{n}S_{-}(n)+D_{n}S_{+}(n)}
dove {\displaystyle A_{n},B_{n},C_{n}} e {\displaystyle D_{n}} si congettura siano interi positivi. Plouffe fornisce una tavola di valori:
| n  | A                      | B           | C                      | D                |
| -- | ---------------------- | ----------- | ---------------------- | ---------------- |
| 3  | 180                    | 7           | 360                    | 0                |
| 5  | 1470                   | 5           | 3024                   | 84               |
| 7  | 56700                  | 19          | 113400                 | 0                |
| 9  | 18523890               | 625         | 37122624               | 74844            |
| 11 | 425675250              | 1453        | 851350500              | 0                |
| 13 | 257432175              | 89          | 514926720              | 62370            |
| 15 | 390769879500           | 13687       | 781539759000           | 0                |
| 17 | 1904417007743250       | 6758333     | 3808863131673600       | 29116187100      |
| 19 | 21438612514068750      | 7708537     | 42877225028137500      | 0                |
| 21 | 1881063815762259253125 | 68529640373 | 3762129424572110592000 | 1793047592085750 |

Se esiste una relazione di ricorrenza, non appare affatto ovvia.
Vi sono vari risultati che dimostrano che non tutti i numeri di una famiglia di ζ(2n+1) possono essere razionali. Per quanto riguarda ζ(5), il miglior risultato, a quanto risulta,  afferma che almeno uno dei numeri ζ(5), ζ(7), ζ(9) e ζ(11) è irrazionale.

## ζ(2n)
Per i valori corrispondenti ad argomenti pari, invece, sono esprimibili mediante i numeri di Bernoulli:
{\displaystyle \zeta (2n)=(-1)^{n+1}{\frac {B_{2n}(2\pi )^{2n}}{2(2n)!}}}
I numeratori e i denominatori sono dati dalle successioni di interi registrate in OEIS con le sigle A046988 e A002432. Alcuni di questi valori sono riprodotti di seguito.
| 2n | A                             | B             |
| -- | ----------------------------- | ------------- |
| 2  | 6                             | 1             |
| 4  | 90                            | 1             |
| 6  | 945                           | 1             |
| 8  | 9450                          | 1             |
| 10 | 93555                         | 1             |
| 12 | 638512875                     | 691           |
| 14 | 18243225                      | 2             |
| 16 | 325641566250                  | 3617          |
| 18 | 38979295480125                | 43867         |
| 20 | 1531329465290625              | 174611        |
| 22 | 13447856940643125             | 155366        |
| 24 | 201919571963756521875         | 236364091     |
| 26 | 11094481976030578125          | 1315862       |
| 28 | 564653660170076273671875      | 6785560294    |
| 30 | 5660878804669082674070015625  | 6892673020804 |
| 32 | 62490220571022341207266406250 | 7709321041217 |
| 34 | 12130454581433748587292890625 | 151628697551  |

Se denotiamo con {\displaystyle \eta _{n}} il coefficiente {\displaystyle B/A} di cui sopra,
{\displaystyle \zeta (2n)=\sum _{\ell =1}^{\infty }{\frac {1}{\ell ^{2n}}}=\eta _{n}\pi ^{2n},}
allora per ricorsione si ottiene:
{\displaystyle \eta _{1}={\frac {1}{6}};}
{\displaystyle \eta _{n}=\sum _{\ell =1}^{n-1}(-1)^{\ell -1}{\frac {\eta _{n-\ell }}{(2\ell +1)!}}+(-1)^{n+1}{\frac {n}{(2n+1)!}}.}